# Kirche Hl. Erzengel Michael und Gabriel (Buđanovci)

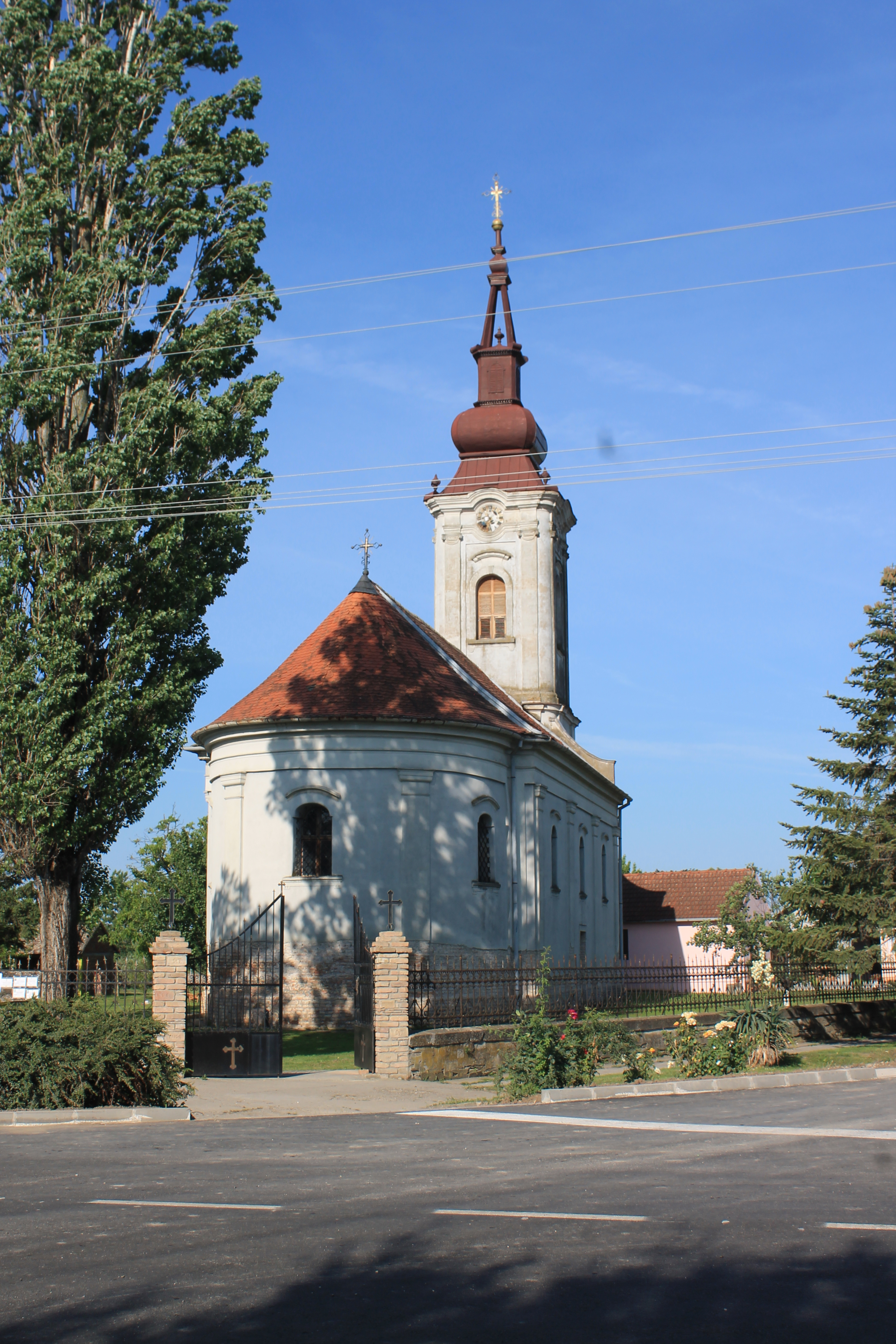
Kirche Hl. Erzengel Michael und Gabriel in Buđanovci

Die Kirche Hl. Erzengel Michael und Gabriel (serbisch: Црква Св. Архангела Михаила и Гаврила, Crkva Sv. Arhangela Mihaila i Gavrila) im Dorf Buđanovci der Opština Ruma ist eine serbisch-orthodoxe Kirche im nordwestlichen Serbien.
Das von 1763 bis 1766 erbaute Gotteshaus ist den Hl. Erzengeln Michael und Gabriel geweiht und ist die Pfarrkirche der Pfarrei Buđanovci im Dekanat Ruma der Eparchie Srem der Serbisch-Orthodoxen Kirche.
Als geschütztes unbewegliches Kulturgut besitzt die Kirche den Status eines Kulturdenkmals von großer Bedeutung und steht unter staatlichem Schutz.

## Lage

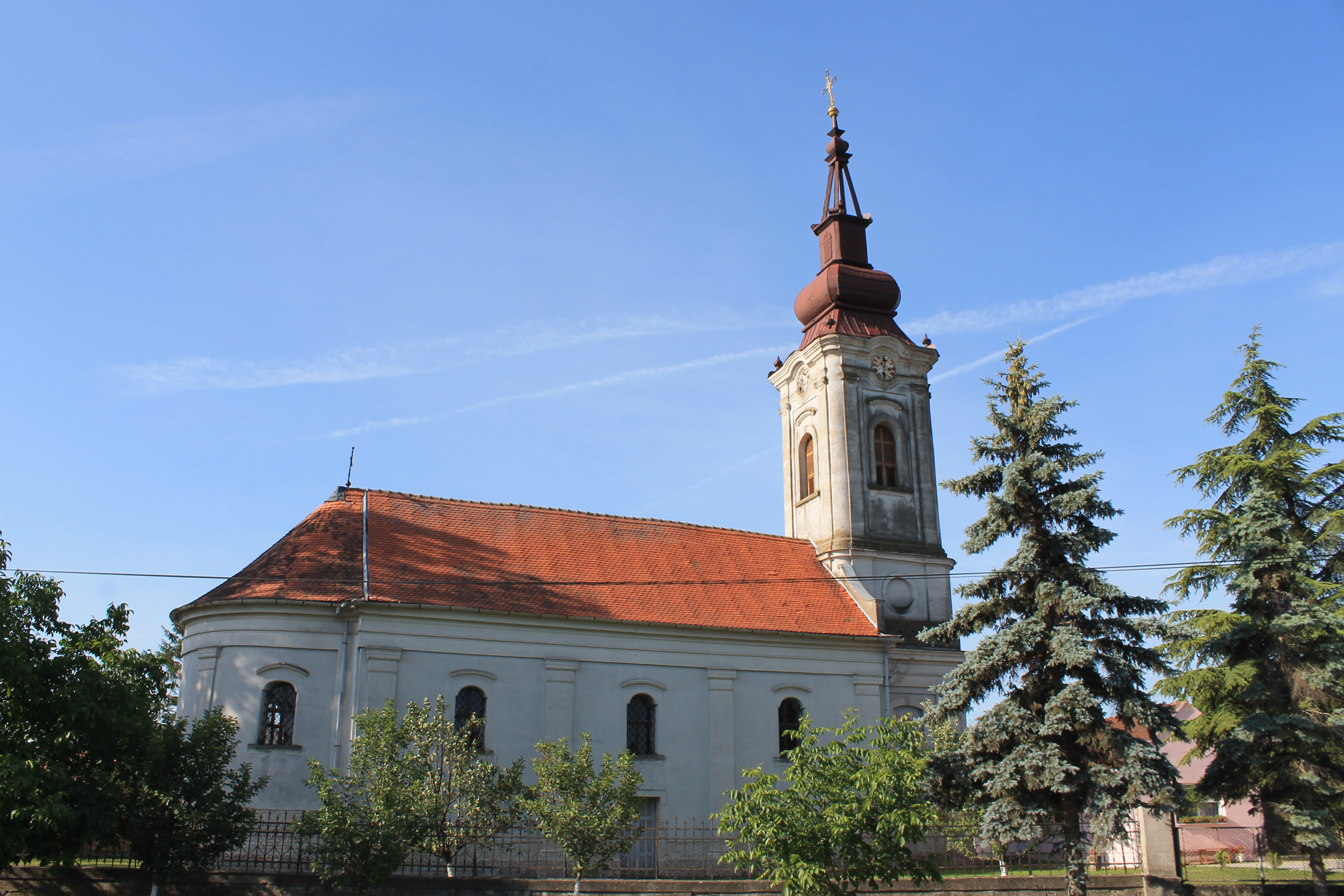
Seitenansicht der Kirche

Das Dorf Buđanovci liegt in der Landschaft des Srem, im westlichen Teil der autonomen Provinz Vojvodina, südlich der Gemeindehauptstadt Ruma.
Die Kirche steht im östlichen Dorfzentrum von Buđanovci, am südwestlichen Standort, bei der Kreuzung aller vier großen Hauptstraßen des Dorfes, den Straßen Ulica Maršala Tita, Ulica Ive Lole Ribara, Ulica Nebojše Jerkovića und der Partizanska ulica. Die genaue Adresse der Kirche lautet Ulica Maršala Tita Nr. 3. 
Unweit der Kirche stehen die Dorfgrundschule Nebojša Jerković, die Dorfpost, der zentrale Dorfpark und die Dorfbäckerei. Am nördlichsten Dorfrand befindet sich der Dorffriedhof.
Im umzäunten großen Kirchhof stehen neben der Kirche und Bäumen auch das Pfarrhaus mitsamt Nebengebäuden und eine kleine Spielplatzanlage.

## Geschichte
Die Kirche Hl. Erzengel Michael und Gabriel wurde laut der Inschrift über dem Südportal von 1763 bis 1766 erbaut. Sie zählt zu den ältesten Pfarrkirchen der Gegend. 1766 wurde die Kirche vom damaligen Metropoliten der Metropolie Sremski Karlovci, Pavle, feierlich eingeweiht.
Große Konservierungs- und Restaurierungsarbeiten wurden 1971 im sozialistischen Jugoslawien durchgeführt.
In den letzten Jahren wurde die Kirchturmkappe erneuert und der obere Teil der Kirchturmfassade neu angestrichen. Am 23. Juli 2016 wurden die Reliquien der Hl. Mutter Angelina von Serbien in der Kirche ausgestellt und der Bischof der Eparchie Srem,  Vasilije, hielt die hierarchische Liturgie ab. 2019 bekam die Kirche einen neuen großen Kerzenständer zum Kerzen entzünden. Derzeitiger Priester der Kirche ist Vladimir Jezdić. 

## Architektur

### Kirchenäußeres
Das einschiffige Kirchengebäude ist in seiner Grundkonzeption in einem rechteckigen Grundriss aus festem Material erbaut worden, mit einer erweiternden halbrunden Altar-Apsis im Osten und einem angebauten Narthex mitsamt hohen Kirchturm, den eine leicht abgeflachte mehrgeschoßige Zwiebelturmkappe krönt, über der sich eine Laterne mit einem Kreuz auf der Spitze erhebt, im Westen.
Das Gotteshaus ist im Stil des Barock in einer einfachen Ausführung von Stilelementen konzipiert und erbaut worden. Die Fassaden der Kirche und des Kirchturms sind horizontal mit profilierten Kordonkränzen und geformtem Gesimse und vertikal durch flache Pilaster mit vereinfachten Kapitellen geschmückt.
An der Nord- und Südfassade des Kirchturms befindet sich jeweils ein Patronatswandgemälde mit der jeweiligen Abbildung der Hl. Erzengel Michael oder Gabriel. Auch gehören runde Blendfenster zu den dekorativen Elementen der Kirchturmgestaltung. Zudem wurde im oberen Teil des Kirchturms, in jede Himmelsrichtung, jeweils eine Uhr mit Mechanismus angebracht. 
Der Haupteingang der Kirche befindet sich an der Westfassade; auch gibt es Nebeneingänge an der Nord- und Südseite der Kirche. Die Kirche besitzt zwei Kirchenkreuze. Eines auf der Spitze des Kirchturmes und das andere am Ostende des Naos.

### Kircheninneres

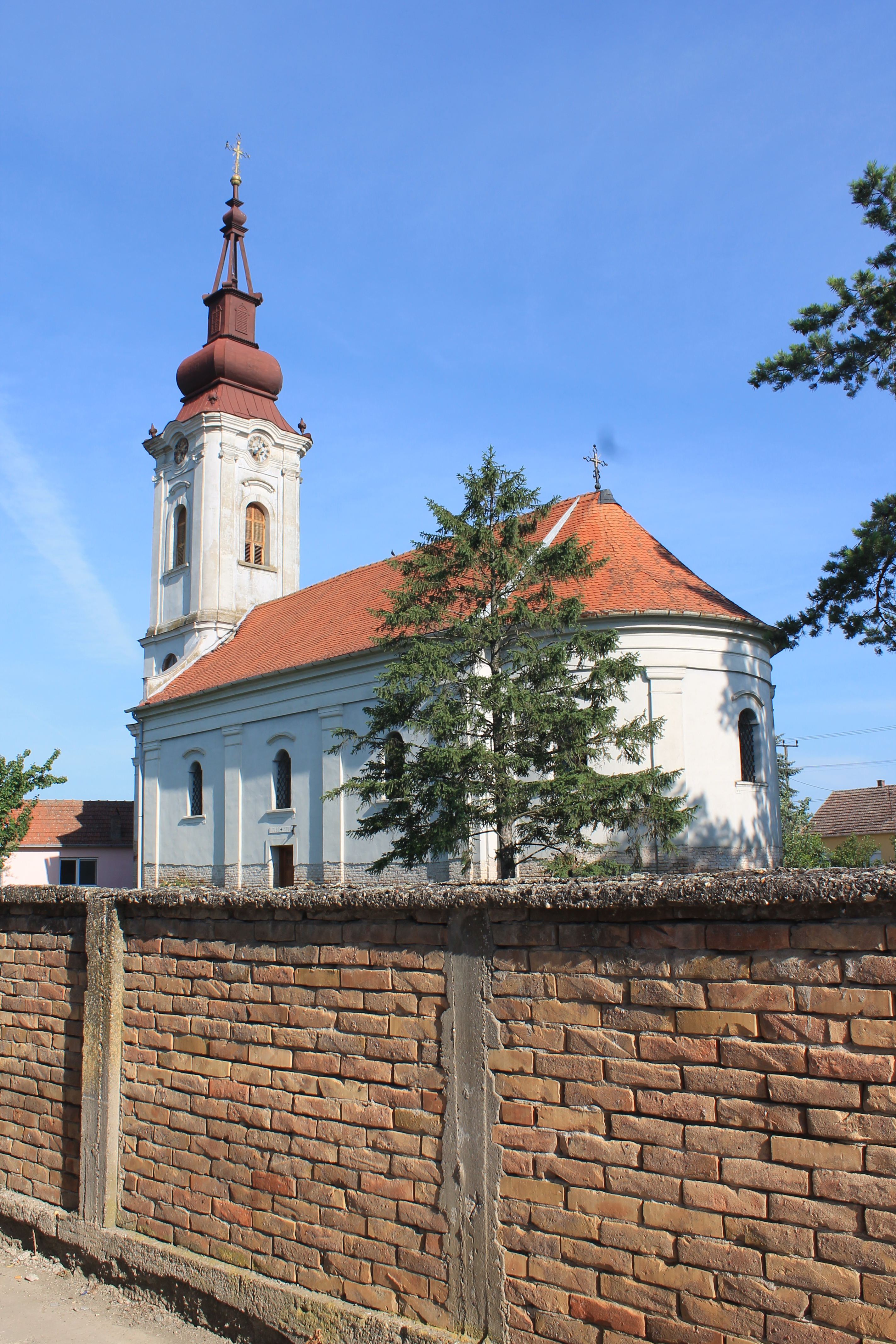
Blick auf die Kirche von Osten

#### Ikonostase
Die üppigen Barockschnitzereien an der luxuriösen mehrtürigen und mehrgeschossigen Ikonostase wurden um 1766 von einem unbekannten Holzschnitzmeister angefertigt, während die Ikonen der Ikonostase vor 1769 vom bekannten Maler Janko Halkozović gemalt wurden.
Auf dem Sockel der Ikonostase sind alttestamentarische Darstellungen der Sünden der Vorväter zu sehen, die den Gläubigen als moralische Warnung dienen und sie ermutigen sollen, Versuchungen zu widerstehen. 
Über der Sockelzone ist die Reihe der Thronikonen mit den carske dveri (Haupttür der Ikonostase) und den Seitentüren zu sehen, in der zweiten Zone sind die Hl. Apostel dargestellt, in der dritten Zone finden sich Darstellungen der großen christlichen Feiertage, in der vierten die Hl. Propheten und Darstellungen der Passion Christi und in der fünften Ikonostasenzone ist die Kreuzigung Christi dargestellt.

#### Wandmalereien
Die Wandmalereien und Fresken im Kircheninnenraum wurden 1838 vom bekannten Maler Petar Čortanović gemalt. Im Altarbereich sind die Hl. Hierarchen dargestellt, im Kirchenschiff sind abgebildet: der Herr (Savaot) in Herrlichkeit, die Hl. Evangelisten, stehende Figurendarstellungen von Heiligen, und die Herabkunft des Hl. Geistes auf die Aposteln, mehrere Kompositionen zu der Thematik des Alten Testamentes, die Enthauptung des Hl. Johannes des Täufers, die Grablegung Christi, die Auferweckung des Hl. Lazarus und an der Westwand ist die Steinigung des Hl. Erstmärtyrers und Erzdiakons, Stefan, dargestellt.
Die Kirche beherbergt einen Bischofsthron und Chorgestühl, die ebenfalls mit den Ikonen von Petar Čortanović, geschmückt sind.